# Desde allá
Desde allá (Engelse titel: From Afar) is een Venezolaans-Mexicaanse film uit 2015 onder regie van Lorenzo Vigas. De film ging in première op 10 september op het 72ste Filmfestival van Venetië en won de Gouden Leeuw.

## Verhaal
Armando is een man van middelbare leeftijd die in Caracas in een laboratorium voor gebitsprotheses werkt. Armando lokt jongetjes bij de bushalte en biedt hen geld aan om met hem naar zijn huis te gaan waar hij enkel van hun gezelschap geniet zonder hen aan te raken. Hij houdt zich verder bezig met het bespioneren van een oude man, waarmee hij blijkbaar een traumatische band heeft. Op een dag ontmoet Armando Elder, een jonge gangster en lid van een lokale bende. Elder wordt een regelmatige bezoeker van Armando’s huis, voornamelijk gedreven door economische belangen. Gaandeweg ontstaat er een onverwachte intimiteit tussen hen die hun beider levens voor altijd zal veranderen.

## Rolverdeling
| Acteur            | Personage |
| ----------------- | --------- |
| Alfredo Castro    | Armando   |
| Luis Silva        | Elder     |
| Greymer Acosta    | Palma     |
| Jorge Luis Bosque | Fernando  |
| Auffer Camacho    | Mermelada |
| Catherina Cardozo | Maria     |
| Jericó Montilla   | Amelia    |
| Ivan Peña         | Yoni      |

## Productie
De film werd geselecteerd als Venezolaanse inzending voor de beste niet-Engelstalige film voor de 89ste Oscaruitreiking.

## Prijzen en nominaties
| jaar | prijs                    | categorie    | genomineerde(n) | uitslag  |
| ---- | ------------------------ | ------------ | --------------- | -------- |
| 2015 | Filmfestival van Venetië | Gouden Leeuw | Gouden Leeuw    | Gewonnen |